# Актау (Темиртау)

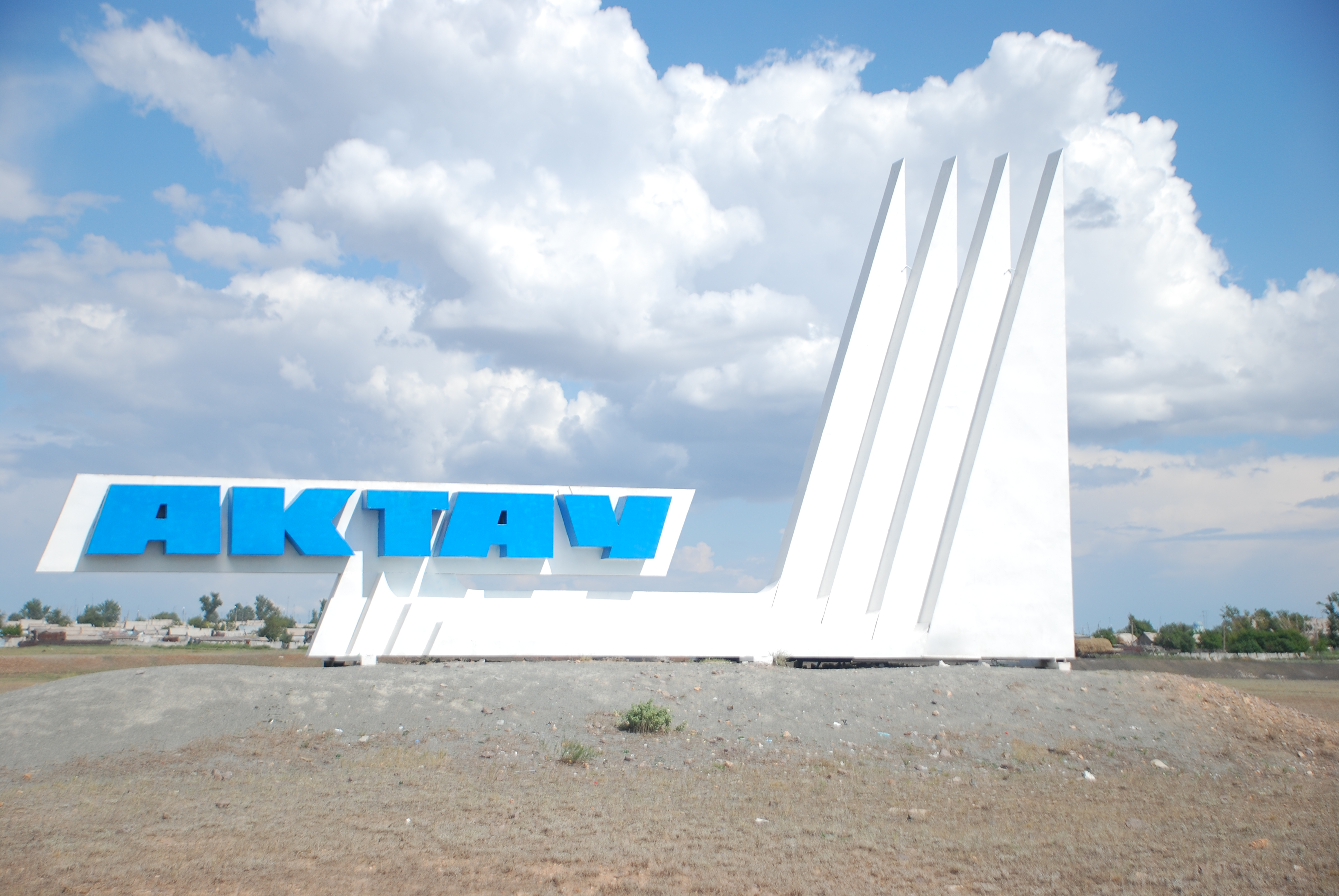
Стела при въезде в посёлок Актау

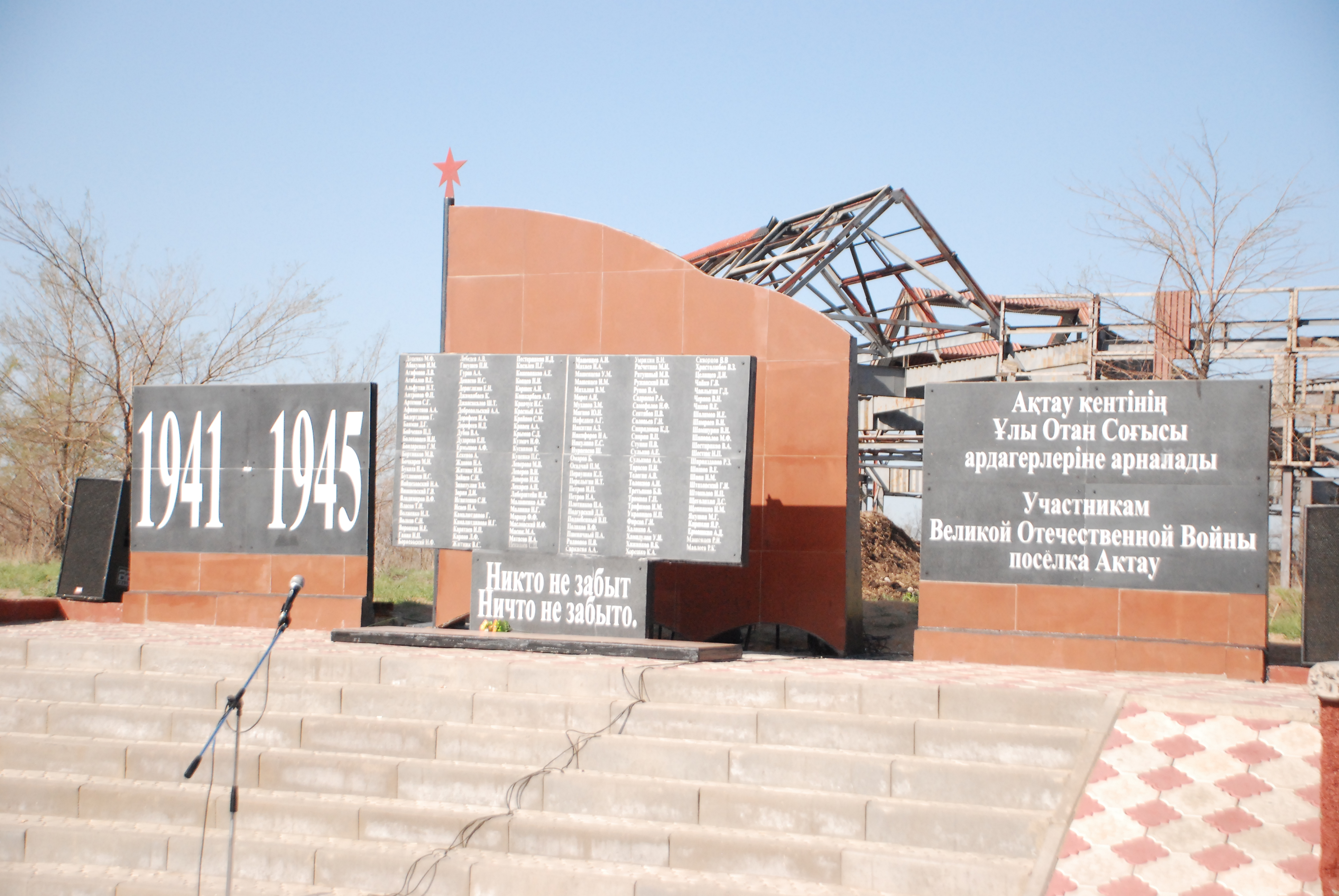
Плита памяти участникам ВОВ

Акта́у (от каз. ақ тау — белая гора) — посёлок в Карагандинской области в Казахстане, в подчинении у Темиртауской городской администрации. Основан в 1950 году в связи со строительством цементного завода. Расположен в 18 км к северу от города Темиртау и в 57 км от города Караганды.
Получил своё название из-за разработки известняка (основное сырьё для производства цемента). В 1980-е годы в посёлке активно велась работа по присовоению ему статуса города (один из вариантов названия — Белокаменск), но по ряду причин грандиозные планы так и не сбылись. К посёлку относится железнодорожная станция Мырза, через которую проходят все поезда сообщением от юга до севера страны. Посёлок расположен на трассе республиканского значения P-37 (Бастау — Актау — Темиртау).
Актау — посёлок донор. Ежегодно предприятия посёлка приносят доход в бюджет более 1 млрд тенге, при этом возвращается в посёлок всего около 150 млн.

## История
- 20 апреля 1950 года Указом Президиума Верховного Совета КазССР, населённый пункт при Астаховском цементном заводе Тельманского района отнесён к категории рабочих посёлков с присвоением ему наименования рабочий посёлок Актау. В его черту этим же указом включены населённые пункты при Астаховском известняковом заводе, каменном карьере Темиртауского завода[какого?] и при известковом заводе строительства Карагандинской железной дороги, населённые пункты при железнодорожной станции Мурза и разъезде № 53 с путевыми Казармами, выделенные из обслуживания Астаховского сельсовета.
- 10 января 1963 года Решением исполкома Карагандинского облсовета передан в административное подчинение Темиртауского горсовета.
- 11 января 1965 года Решением исполкома Карагандинского облсовета передан в состав Тельманского района.
- 23 февраля 1972 года Решением облисполкома вновь передан из Тельманского района в административное подчинение Темиртаускому горсовету.
- 10 декабря 1980 года Решением исполкома Карагандинского областного Совета народных депутатов № 969/21 посёлок передан в административное подчинение Гагаринскому району города Темиртау.
- 20 июля 1988 года Указом Президиума Верховного Совета КазССР Гагаринский район упразднён.
- На 1 января 1988 года в административном подчинении города Темиртау значится посёлок Актау.

## География
Посёлок Актау расположен в северо-западной части Карагандинской области, на расстоянии 57 км от города Караганды (два подъезда) и 18 км от города Темиртау, на территории с крупными залежами полезных ископаемых: известняка, суглинка, меди, золотосодержащих руд.

## Население
На начало 2019 года, население посёлка составило 6986 человек (3282 мужчины и 3704 женщины).

## Главы посёлка
- 1950—19?? — Леверов Николай Никифорович
- 19**—1991 — Нугманова Галина Жамантаевна
- 1999—2005 — Мурзатаев Самат Сабурович
- 2005—2006 — Тургумбаев Темир Тургумбаевич
- 06.2006—08.2010 — Бесембаев Кабдыкарим Манапович
- 09.2010—08.08.2013 — Кожахмет Сердалы Нурханович
- 09.08.2013—08.02.2016 — Ордабаев Айдос Ордабаевич
- 02.06.2016—07.06.2017 — Бегенеев Андрей Анатольевич
- 09.08.2017—01.06.2019 — Акыбаев Тимуржан Уакитович
- 03.10.2019—01.10.2020 — Есмурзаев Алтынбек Атабекович
- 03.12.2020—н.в. — Бахриденов Ануарбек Бекболатович

## Актау сегодня
- Благодаря программе восстановления уличного освещения установлено более 900 опор освещения, чем обеспечено 90 % освещение улиц и внутриквартальных территорий.
- Сотовая связь в посёлке представлена всеми операторами сотовой связи Kcell, Beeline и Tele2. Жителям посёлка доступен широкополосный интернет Megaline от АО «Казахтелеком». Жителям многоэтажных домов предоставлены услуги кабельного телевидения.
- Актау — единственный посёлок области, где имеется 6 игровых площадок с искусственным травяным покрытием.

## Промышленность

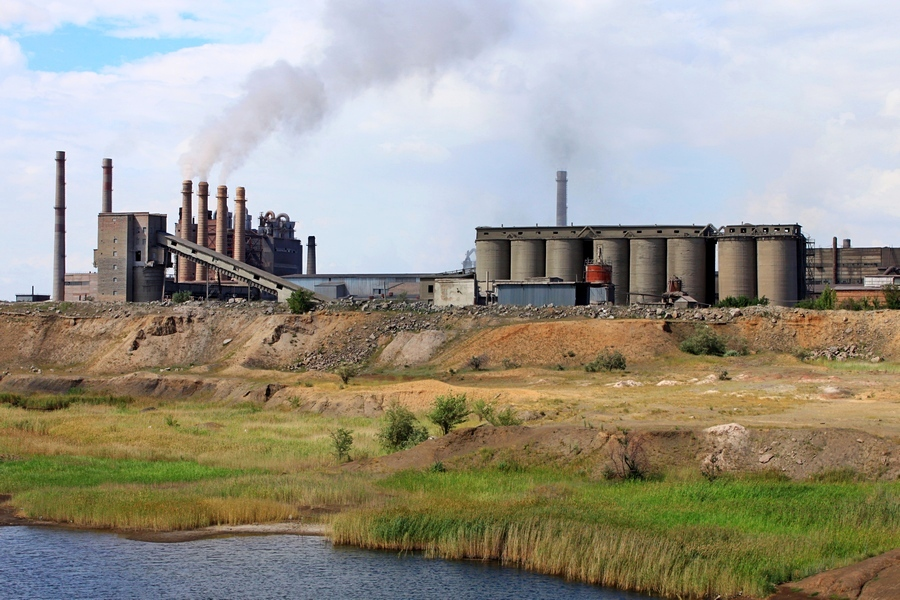
Central Asia Cement

На территория посёлка работало 3 крупных промышленных предприятий:
- цементные заводы: АО «Central Asia Cement» и АО «Карцемент» — дочернее предприятие АО «Central Asia Cement» создано для выполнения ремонтных работ на технологических линиях № 5 и № 6. Линия № 6 была запущена в 2009 году акимом области Нигматуллиным Н. З. в ходе телемоста с Президентом РК Назарбаевым Н. А. Завершается модернизация линии № 5, запуск состоится в 1-м квартале 2014 года. Объём производства цемента на заводе постоянно растёт, так с 757,5 тонн в 2006 году возрос до 2297,0 тонн в 2013 году (в 2,7 раза).[источник не указан 3379 дней]
- шиферный завод — АО «КЗАЦИ» — крупнейшее предприятие Республики Казахстан по производству шифера и асбестоцементных труб. В настоящее время предприятие переживает не лучшие времена. Предприятие признано банкротом.(Людям так и не выплатили зарплаты,завод разобрали на кирпичи и потырили всё что плохо лежало)
- взрывпром — ТОО НПП «Интеррин».

Объём произведённой ими продукции в 2013 году составил 9 млрд 270,4 млн тенге.

## Здравоохранение

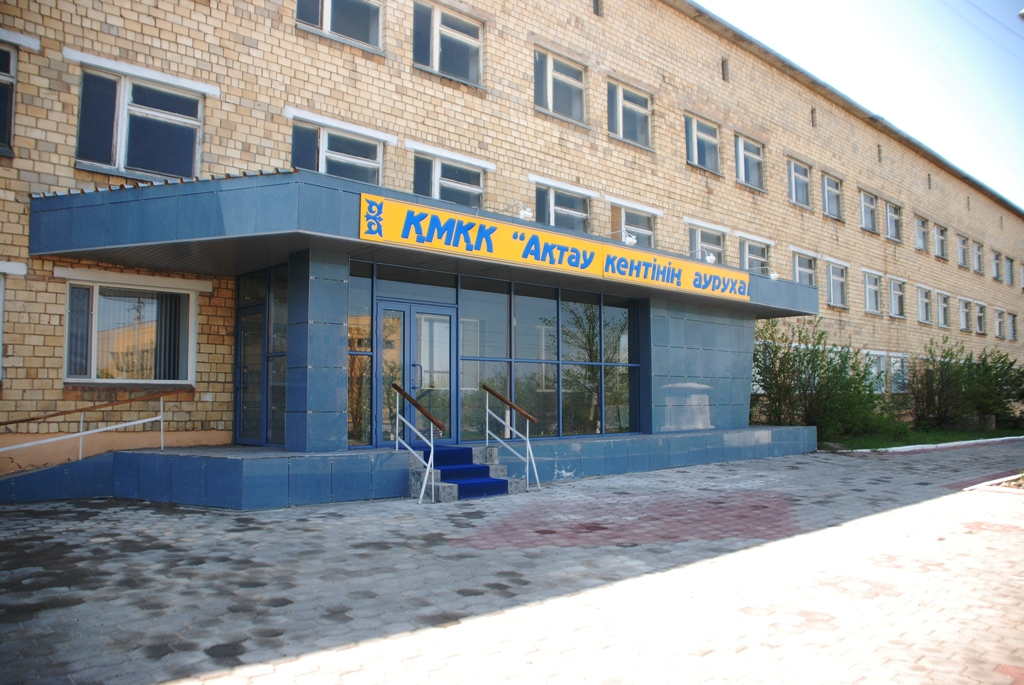
Больница посёлка Актау

Комплексные услуги в области здравоохранения предоставляет КГКП «Больница посёлка Актау». Руководит больницей Айдымбеков Алимуса Торгаевич. 

Больница предоставляет населению весь спектр медицинских услуг: поликлиническую, стационарную и скорую неотложную помощь.

В 2009 году был проведён капитальный ремонт 1-го этажа поликлинического отделения, в котором расположился стационар:
- круглосуточный — на 15 койко/мест;
- дневной — на 10 койко/мест.

Так же функционирует амбулаторно-поликлиническое отделение на 200 посещений в смену.
За последние годы больницей было приобретено современное дорогостоящее оборудование: стоматологическое, гинекологическое кресло; кальпоскоп, аппарат УЗИ, электрокардиографы, флюорограф. Также приобретён автомобиль Нива для оказания медико-социальной помощи на дому. В больнице работают более 60 квалицифированных работников.
К больнице с 2011 года прикреплена станция скорой помощи. На станции работает 4 бригады.
В 2012 году ожидается запуск Единой информационной системы здравоохранения в рамках пилотного проекта.

## Досуг
Досуг населения обеспечивают:

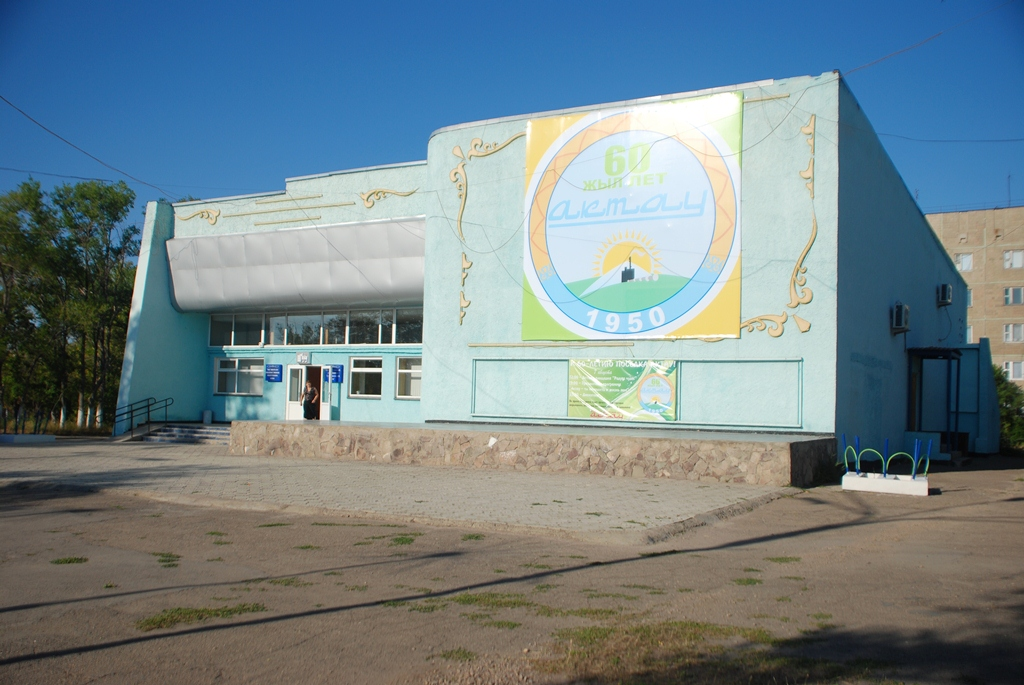
Культурно-досуговый центр «Актау»

КГКП «Культурно-досуговый центр „Актау“» (бывш. кинотеатр «Актау»), работает с 2002 года. В КДЦ функционирует 5 кружков:
- казахский вокальный «Достык»;
- танцевальный «Созвездие»;
- казахский вокальный «Жулдыз»;
- студия прикладного творчества «Имидж-Мастер».

В них занято около 200 человек разного возраста.
ГККП «Центр детско-юношеского развития». Открыт в 2015 году. В центре работает 7 кружков.
Детский дворовый клуб «Эдельвейс». Клуб расположен в доме № 43. Клуб посещают ? детей.
Модельная библиотека открыта в 2005 году. Библиотечный фонд насчитывает более 20 000 книг. Имеется читальный зал, установлен компьютер с доступом в интернет.

## Спорт
Дворец спорта «Актау» (в подчинении «Центра внешкольной работы»). За свою полувековую историю дворец пережил не одно закрытие и открытие. После передачи в государственную собственность в 2010 году был проведён капитальный ремонт внутренних помещений. В 2011 году произведён ремонт фасада, закуплено оборудование, инвентарь, установлен современный боксёрский ринг. В 2014 году произведён ремонт стадиона, уложено искусственное травяное покрытие и ограждение. На данный момент во дворце функционирует более 10 спортивных секций.
Также для массового охвата жителей спортом, в посёлке во дворах домов установлено 5 площадок с искусственным покрытием для игр в футбол, баскетбол и волейбол.

## Образование
Среднее образование представлено 3-я общеобразовательными школами:
- ОСШ № 28 — открыта в 1955 году. Старейшее учебное заведение посёлка. В 2009 году был проведён капитальный ремонт. Школа оснащена современным мультимедийным кабинетом, а также интерактивными кабинетами биологии, химии, физики. Имеется высокоскоростной доступ в интернет.
- ОСШ № 29 — открыта в 1971 году. С 2004 года с казахским языком обучения. В школе обучается более 500 учащихся. В школе имеется современный мультимедийный кабинет, а также высокоскоростной доступ в интернет.
- ОСШ № 32 — открыта в 1990 году. В школе работают учителя. Последние годы школа занимает лидирующие позиции в рейтинге среди школ города Темиртау. Школа также оснащена современными интерактивными кабинетами химии, физики, биологии, мультимедийным кабинетом и обеспечена высокоскоростным доступом в интернет.

Дошкольным образованием занимается детский сад № 3 «Айгерим». Второе рождение садик получил в 2005 году. В 2009 была отремонтирована вторая половина сада. С 2010 года сад функционирует на полную мощность и принимает около 140 детей.

## Проблемные вопросы
Главным проблемным вопросом для жителей посёлка остаётся строительство центральной котельной. В советские годы в посёлке была котельная, но с наступлением кризиса 90-х годов платёжеспособность населения резко упала, за тепло было нечем платить и котельная была остановлена, затем продана и разобрана. Последние годы администрация посёлка активно пытается разрешить этот насущный вопрос.
Немаловажной проблемой является отсутствие воды в Старой части посёлка. Люди вынуждены ходить за водой на колонку. Улицы Почтовая, Коллективная и Нагорная давно отключены от какой-либо подачи воды. Эту проблему не могут решить очень много лет. Разбитые дома хотели начать разбирать, а некоторые отстроить уже не один раз. Все обещали, но сдвигов нет.